# Tritium Calcio 1908
La S.S.D. Tritium Calcio 1908, meglio nota come Tritium, è una società calcistica italiana con sede nel comune di Trezzo sull'Adda, nella città metropolitana di Milano. Milita in Eccellenza, la quinta divisione del campionato italiano.
Fondata nel 1908, ha assunto il corrente assetto societario nel 2014, allorché la previgente Tritium Calcio 1908 S.r.l. (esclusa nel 2013 dalla Lega Pro Prima Divisione per irregolarità finanziarie ed infrastrutturali) venne dichiarata fallita ed estromessa dal campionato di Promozione in cui militava: la tradizione sportiva passò quindi nelle mani di un nuovo soggetto societario, che nell'estate 2016, dopo due stagioni di attività con il solo settore giovanile, ha ricostituito una prima squadra ed è ripartita dal campionato lombardo di Prima Categoria.
I migliori successi ottenuti dal club sono costituiti dalla propria partecipazione a tre campionati professionistici di cui due nel terzo livello nazionale, ove il miglior risultato è costituito da un dodicesimo posto. Nel suo palmarès la squadra può vantare a livello nazionale la conquista di una Supercoppa di Lega di Seconda Divisione.

## Storia

### Gli albori (1908-1945)
Nel 1908 l'iniziativa di alcuni studenti trezzesi porta alla fondazione della Società Ginnastica Tritium, polisportiva dedita al calcio nei mesi invernali e all'organizzazione di regate in riva all'Adda ed altre manifestazioni sportive nei mesi estivi. La ragione sociale venne tratta dal sostantivo Tritium o Trizium (pronuncia IPA ['Tritsjum]), ovvero il nome latino della città di Trezzo. Come colori sociali vennero fin da subito adottati il bianco e l'azzurro.
Dopo aver sospeso l'attività durante la prima guerra mondiale, nel 1925 il sodalizio cambia denominazione in Società Sportiva Tritium affiliandosi al neocostituito Comitato U.L.I.C. Brianteo con sede a Monza. Il primo campionato F.I.G.C. ufficiale disputato dal club fu quello di Terza Divisione 1927-28 (quinto livello). Nel corso degli anni 1930 e 1940 la società disputò i campionati regionali lombardi, senza mai riuscire a raggiungere le divisioni nazionali.

### Il secondo dopoguerra (1945-1975)
Il 4 luglio 1945 rinasce la Tritium: viene chiuso il capitolo del periodo fascista in cui la società aveva cambiato denominazione in Fascio Giovanile di Combattimento Trezzo (ora mutata in Associazione Sportiva Trezzese). Da questa stagione in poi la società assumerà inoltre i colori sociali bianco e azzurro.
Nel 1971 la società conquista la Coppa Lombardia in finale contro la Vimercatese per 2-1, mentre in campionato arriva seconda in Prima Categoria dietro la Fulgor di Canonica d'Adda.

### Gli anni della Serie D (1975-1979)
Nel 1976 i trezzesi conquistano la promozione in Serie D.
L'avvio dell'avventura tra i semi-pro inizia nel migliori dei modi, tanto che alla fine della stagione 1976-77 la Tritium si piazza al 9º posto, alle spalle delle ben più quotate Caratese e Fanfulla.
La stagione successiva (1977-78) migliora i risultati, piazzandosi al 7º posto, un gradino più in alto del Chievo. Non riesce nuovamente l'impresa l'anno dopo: al termine della stagione 1978-79 la Tritium si classifica al 15º posto nel girone B e viene retrocessa in Promozione.

### Il declino e la rinascita (1979-2003)
Con la retrocessione dalla serie D si aprirà un periodo di crisi soprattutto economica per i colori biancazzurri che culminerà nella stagione 1988-89 con la retrocessione in Prima Categoria.
Ma con la retrocessione, la rinascita: nel giro di due anni la Tritium riesce nell'impresa di vincere due campionati consecutivi e di conquistare al termine della stagione 1990-91 l'accesso al campionato di Eccellenza dove per diverse stagioni rimarrà ai vertici del massimo campionato lombardo, sfiorando anche la promozione in Serie D senza successo.
Dopodiché, complice la mancanza di sponsorizzazioni e risorse economiche, porterà nel 1997 alla retrocessione in promozione.
Nel 2002 la società passa nelle mani della famiglia Cereda e di altri imprenditori trezzesi (Mantegazza, Comotti e Ghinzani) che con Ercole Ghezzi otterrà il 4 maggio 2003 davanti a 400 tifosi la promozione in Eccellenza a Costa di Mezzate.

### Il ritorno in Serie D (2003-2010)
(Ercole Ghezzi dopo la vittoria dei play-off)
Dopo un'annata di rodaggio in Eccellenza, nella stagione 2004-05 la formazione trezzese riesce nell'impresa di ritornare in Serie D. Dopo essersi piazzata al secondo posto dietro il Renate, i trezzesi nei play-off, eliminati Sondrio, Usmate e Varese, in finale battono la Nova Colligiana con un 1-1 a San Damiano d'Asti e un perentorio 5-2 in casa in uno stadio gremito da 1600 spettatori. Dopo 26 anni la Tritium ottiene la promozione nel massimo campionato della Lega Nazionale Dilettanti.
Nell'anno di esordio, la formazione bianco azzurra conquista il terzo posto, dietro alla Nuorese e Palazzolo con conseguente accesso ai play-off. La Tritium elimina Como e Palazzolo. Nel turno successivo incontra Monterotondo ed Olimpia Celano e chiude al secondo posto perdendo la possibilità di essere ripescata.
La stagione 2007-08 è quella del centenario. La squadra viene rinforzata e si laurea campione d'inverno con 43 punti, imbattuta e con sette punti di vantaggio dal Como inseguitore. conclude il campionato al secondo posto dietro i lariani. Vince i play-off del girone, ma la corsa si arresta nella fase nazionale pareggiando 2-2 a Bacoli contro la Sibilla Cuma e pareggiando sempre per 2-2 con il Montichiari con la rete decisiva dei bresciani subita al minuto 94.
Durante l'estate viene battuta nel primo turno di Coppa Italia dalla Pro Sesto. La strada per la C2 sembra essere spianata, ma i grandi ridimensionamenti portano a un modesto sesto posto.
Anche dal punto di vista societario c'è una rivoluzione con la presidenza che passa da Ercole Ghezzi a Osvaldo Zanga.
Nella stagione 2009-2010 la Tritium cambia ancora il presidente da Osvaldo Zanga a Giacomo Luzzana. La squadra si mostra subito come quella "da battere" nel girone B della Serie D; i lombardi confermano le aspettative e in inverno prendono il volo, riuscendo a conquistare la promozione in Lega Pro Seconda Divisione (la ex-C2) con ben 5 giornate di anticipo, l'11 aprile 2010.

### L'approdo in Lega Pro (2010-2013)

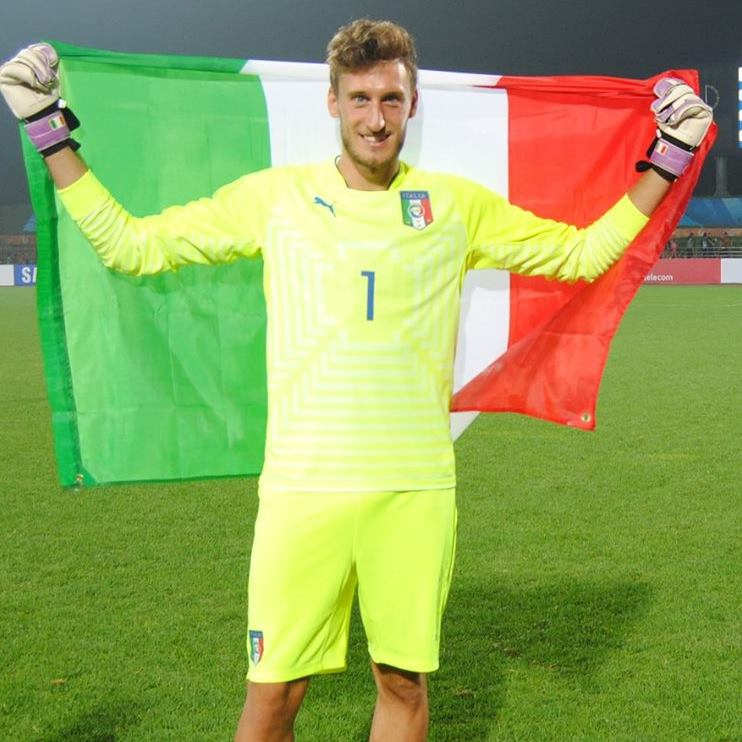
Alberto Paleari, portiere della Tritium nella stagione 2012/13

Nell'estate del 2010, prima della sua prima stagione in Lega Pro Seconda Divisione la S.S. Tritium 1908 cambia denominazione in Tritium Calcio 1908. Nella stagione 2010-2011, alla sua prima apparizione tra i professionisti, la Tritium viene promossa in Lega Pro Prima Divisione arrivando prima in classifica dopo la partita dell'8 maggio 2011 contro la Sanremese, vinta per 1-0. Avendo vinto il girone ha avuto accesso alla Supercoppa di Lega di Seconda Divisione, vincendola dopo le partite contro il Latina (vittoria per 1-0) e il Carpi (pareggio per 0-0).
Nella prima stagione in Lega Pro Prima Divisione, sotto la guida di Simone Boldini, la Tritium chiude il girone d'andata a ridosso della zona play-off. Ma nel girone di ritorno un brusco calo porta la squadra a ridosso dei play-out e Boldini è esonerato a due giornate dalla fine e sostituito da Roberto Romualdi. La Tritium chiude il campionato a 37 punti, con un solo punto di vantaggio sulla zona play-out.
Nella stagione 2012-2013 la Tritium conclude il campionato in penultima posizione con 20 punti e si gioca i play-out contro il Portogruaro che aveva ottenuto 37 punti in campionato.
Dopo aver pareggiato 1-1 all'andata, la Tritium vince 2-1 fuori casa e ottiene perciò la salvezza.

### Il fallimento e la rinascita (2013-2016)
Nell’estate del 2013, dopo tre stagioni di gestione economica discutibile, il presidente Ercole Ghezzi cede una società indebitata e morosa nei confronti di dipendenti e fornitori. Il 16 luglio 2013 avviene il passaggio di proprietà con Domenico Di Conza, con opache garanzie di continuità già in fase di presentazione. Il neo-proprietario non paga la fidejussione necessaria per iscrivere la squadra alla Lega Pro Prima Divisione, estromettendo la Tritium dai campionati professionistici nazionali. Il 22 agosto seguente il Comitato Regionale Lombardo ufficializza l'iscrizione in soprannumero dei biancazzurri al girone B del campionato di Promozione Lombardia. Dopo una stagione trascorsa in area play-off, la Tritium conclude il campionato al sesto posto, a 3 punti dal Cinisello, senza riuscire a raggiungere gli spareggi. Nella stagione seguente la Tritium, non iscrivendosi a nessun campionato, cessa le attività.
A maggio del 2014 viene creata una nuova società, denominata Associazione Sportiva Dilettantistica Tritium 1908 (poi ridenominata A.S.D. Tritium Calcio 1908), operativa con il solo settore giovanile, la quale instaura un rapporto di collaborazione con la Giana Erminio (militante in Lega Pro, che le affida la partecipazione in sua vece ai campionati Esordienti e Pulcini) e l'Atalanta (squadra di Serie A, con cui si avvia una partnership relativamente alle attività di base).

### La ripartenza (2016-)

Stemma provvisorio post rifondazione

Nell'estate 2016 l'A.S.D. Tritium Calcio 1908 ricostituisce la prima squadra, affidandola al tecnico Enrico Leoni (poi dimessosi a fine ottobre e sostituito da Giorgio Gigli), e si iscrive al campionato lombardo di Prima Categoria, riallacciandosi così alla tradizione sportiva biancazzurra dopo due stagioni di inattività. La "nuova Tritium" vince agevolmente il proprio girone con tre gare d'anticipo sulla fine della stagione regolare, garantendosi l'accesso al campionato di Promozione.
Inizialmente affidata all'allenatore Paolo Rizzi, la Tritium si ripresenta in sesta serie ottenendo quattro vittorie e quattro pareggi nelle prime otto giornate; giudicando insoddisfacente il rendimento della squadra, il 31 ottobre 2017 il direttore sportivo Gianluca Leo decide di cambiare la guida tecnica, chiamando in panchina Marco Sgrò. La decisione in prospettiva si rivela fruttuosa: dopo aver trascorso la parte centrale del campionato altalenando tra terzo e quarto posto, alla 24ª giornata la Tritium aggancia Paullese e Codogno in testa alla classifica. Una settimana dopo, battendo per 2-1 i gialloverdi di Paullo e approfittando del pareggio tra codognesi e Romanengo, la squadra biancazzurra diventa capolista solitaria; infine il 22 aprile 2018, con una giornata di anticipo, conquista la matematica promozione in Eccellenza.
Anche nella massima divisione regionale la Tritium di Marco Sgrò si propone quale squadra di vertice, chiudendo il girone B in seconda posizione alle spalle del NibionnOggiono e qualificandosi così ai play-off promozione. Superata l'Offanenghese nello spareggio regionale e la Rivarolese alle semifinali nazionali, i biancazzurri accedono alla finale contro l'Edmondo Brian di Precenicco: l'andata in trasferta si risolve in uno 0-2, che rende inutile la vittoria dei friulani per 0-1 al La Rocca e proietta la Tritium in Serie D.
Dopo un settimo posto nella stagione 2019/20, conclusasi anzitempo a causa del Covid, la Tritium rimedia due retrocessioni consecutive nei campionati successivi; nell'annata 2021/22 viene però ripescata, ma nonostante ciò arriva ultima nel girone D di Serie D e torna dopo tre stagioni in Eccellenza, nel corso di una stagione caratterizzata dalla vendita a fine ottobre 2021 di Juri Camoni al nuovo presidente Marco Foglia, che porta con sé Giuseppe Pardeo in qualità di direttore generale. Ad inizio novembre 2021 viene nominato il nuovo direttore sportivo Vito Cera proveniente dal Legnano. Quest'ultimo ricostruisce e modifica letteralmente la rosa con più di 25 operazioni di mercato in entrata e una ventina in uscita, ma la squadra non si risolleva ed arriva ultima in campionato dopo tre cambi di allenatore (Danilo Tricarico, Riccardo Rossini e Paolo Tanelli) e dopo una stagione con più ombre (tra le altre, minacce di morte da parte del direttore sportivo Cera ad alcuni giornalisti ad inizio marzo, davanti a una trentina di tifosi allo stadio) che luci. A giugno 2022 si dimette Vito Cera, che approda al Fanfulla, e nell'estate dello stesso anno il direttore Giuseppe Pardeo costruisce un'ottima squadra: tornano Paolo Acerbis e Riccardo Bertaglio e si costruisce una rosa per vincere l'Eccellenza e tornare in serie D. Ad ottobre 2022 cambia il presidente con Marco Foglia che cede la società ad Enrico Ortelli. Nel mercato invernale viene ulteriormente rinforzata la rosa che vince il girone B di Eccellenza con 77 punti. Nella stagione 2023/2024 la Tritium milita nel girone B di serie D

## Colori e simboli

### Colori
Dal 1945 la Tritium adotta quali colori sociali il bianco e l'azzurro: la prima divisa generalmente adotta un motivo a strisce verticali bicolori di eguale larghezza. La seconda maglia si presenta generalmente in tinta unita e ha sperimentato diverse varianti di colore, quali il rosso, il bianco e l'azzurro.

### Simboli ufficiali

#### Stemma

Lo stemma sociale fino al 2021 era costituito da uno scudo sannitico bianco bordato d'azzurro, diviso quasi a metà da una fascia trasversale ricurva contenente il nome Tritium a caratteri stampatelli: nel campo superiore è riportata la figura del Biscione (evocante il legame tra la città di Trezzo e la casata dei Visconti) e in quello inferiore il disegno del Castello di Trezzo sull'Adda (presente anche sul blasone comunale trezzese).
Sulle casacche lo stemma era generalmente accompagnato da una stella a cinque punte, a rappresentare l'omonima onorificenza concessa dal CONI alla Tritium.

#### Inno
L'inno della squadra è il brano Alé Tritium - La via del cuore, scritto dall'insegnante di musica trezzese Francesco Fava.

## Strutture

### Stadio
Storicamente il campo casalingo della Tritium (e sede principale delle sue attività) è lo stadio La Rocca di Trezzo sull'Adda, dotato di un terreno in erba naturale misurante 105x60 m. Gli spalti, capaci di accogliere 1075 spettatori, sono suddivisi in tre settori:
- sul lato ovest una tribuna coperta in legno lamellare da 182 posti e una tribuna scoperta in tubolari in ferro da 320 posti
- sul lato est una gradinata in cemento da 573 posti

Lo stadio dispone inoltre un campo laterale in erba sintetica utilizzato prevalentemente come zona per il riscaldamento e come campo di allenamento e di gioco per le squadre del settore giovanile.
Nella stagione 2010-2011, ove la Tritium giocò in Lega Pro Seconda Divisione, lo stadio venne dichiarato non conforme alle norme di sicurezza vigenti dalla prefettura di Milano, che obbligò i biancazzurri a giocare le prime partite in casa a porte chiuse, in modo da consentire i lavori di adeguamento: l'impianto venne riaperto (con deroga ai requisiti minimi di capienza) alla 7ª giornata in occasione del match contro la Sacilese.
L'omologazione dell'impianto per le leghe professionistiche non venne tuttavia rinnovata, sicché per le stagioni sportive 2011-2012 e 2012-2013 la Tritium dovette disputare le proprie partite casalinghe allo stadio Brianteo di Monza.

### Centro di allenamento
La Tritium svolge le proprie sedute di allenamento al Centro Sportivo di Brembate (BG).

## Società

### Organigramma societario
Dal sito internet ufficiale della società.:
Dirigenza
- Enrico Ortelli - Presidente
- Giuseppe Pardeo - Direttore Generale e Sportivo
- Pasquale Di Gaetano - Team Manager
- Mattia Vavassori - Responsabile Portale TuttoTritiumGiana.com
- Valerio Colace - Responsabile Settore Giovanile
- Massimo De Paoli - Direttore Tecnico Settore Giovanile
- Alessio Magni - Responsabile Scouting Settore Giovanile
- Pierangelo Magni- Amministrazione
- Luigi Molgora - Segretario
- Giovanni Caprioli - Magazziniere
- Antonio Caccia - Manutenzione campi

### Sponsor
| Cronologia degli sponsor tecnici - ?-2009 ... - 2009-2014 Macron - 2014-2016 Attività a livello giovanile - 2016-2021 Macron - 2021-2022 Erreà | Cronologia degli sponsor ufficiali - ?-2009 ... - 2009-2011 Gras Calce - 2011-2012 Gras Calce/Siderbergamo - 2012-2014 De Mitri - 2014-2016 Attività a livello giovanile - 2016-2021 Fabrica - 2021-2022 EffeGici |

### Settore giovanile
Per la stagione 2015-2016 il settore giovanile della Tritium comprende una formazione di categoria under-15 (ex Giovanissimi), quattro per la categoria Esordienti (egualmente ripartite: due per i nati nel 2003 e due per i nati nel 2004) e cinque per la categoria Pulcini (delle quali due dedicate a bambini nati nel 2005, due per i nati nel 2006 e una per i nati nel 2007).
Vi è infine la scuola calcio, affidata all'ex calciatore Paolo Pulici, destinata ad avviare alla pratica calcistica bambini di età compresa tra i 5 ed i 7 anni.
Le attività del settore giovanile sono svolte in collaborazione con le società Atalanta (che inviando propri delegati si fa carico dell'aggiornamento pratico e teorico del personale e della ricerca di soggetti talentuosi) e Giana Erminio (che delega alle selezioni della Tritium la partecipazione in sua vece alle competizioni delle categorie Esordienti e Pulcini.

## Allenatori e presidenti
| Allenatori - 1908-1915 ... - 1915-1918 Inattiva - 1918-1932 ... - 1932-1933 Inattiva - 1933-1942 ... - 1942-1943 Angelo Baggioli - 1943-1944 Inattiva - 1944-1945 Angelo Baggioli - 1945-1946 Antonio Pozzi - 1946-1948 Piero Mapelli - 1948-1949 Carletto Corti - 1949-1950 Inattiva - 1950-1954 Carletto Corti - 1954-1955 Primo Fracassetti - 1955-1959 Mario Bertiglia - 1959-1960 Francesco Campanale - 1960-1962 Mario Scurato - 1962-1963 Luigi Brambilla - 1963-1964 Piero Barzaghi - 1964-1966 Ettore Buzzetti - 1966-1969 Luigi Brambilla - 1969-1970 Arnaldo Pozzi - 1970-1972 Alessandro Taiocchi - 1972-1976 Arnaldo Pozzi - 1976-1977 Arnaldo Pozzi Livio Masarin - 1977-1978 Livio Masarin - 1978-1979 Piero Camozzi - 1979-1980 Arnaldo Pozzi - 1980-1982 Clemente Togni - 1982-1983 Fiorino Pepe - 1983-1984 Fiorino Pepe Fausto Marchesi Mario Barzaghi - 1984-1988 Mario Barzaghi - 1988-1989 Pasquale Massironi - 1989-1992 Giulio Cagliani - 1993-1997 Fiorino Pepe - 1997-1998 Fiorino Pepe Emilio Monzani - 1998-1999 Adelio Brivio - 1999-2000 Alberto Omini - 2000-2002 Fiorino Pepe - 2002-2003 Giuliano Gambirasio Eugenio Mismetti - 2003-2006 Eugenio Mismetti - 2006-2007 Eugenio Mismetti Marino Magrin - 2007-2008 Devis Mangia - 2008-2009 Cesare Beggi - 2009-2011 Stefano Vecchi - 2011-2012 Simone Boldini Roberto Romualdi - 2012-2013 Paolo Bertani Oscar Magoni Romano Cazzaniga - 2013-2014 Giuseppe Magni Raul Bertarelli - 2014-2016 Attività a livello giovanile - 2016-2017 Enrico Leoni Giorgio Gigli - 2017-2018 Paolo Rizzi Marco Sgrò - 2018-2020 Marco Sgrò - 2020-2021 Ivan Pelati Mauro Calvi - 2021-2022 Danilo Tricarico - 2022-2023 Daniele Di Blasio - 2023-2024 Daniele Di Blasio Luciano De Paola Mauro Pizzocchero - 2024-2025 Mauro Pizzocchero Matteo Serafini - 2025-2026 Matteo Serafini | Presidenti - 1908 Giovanni Battista Colombo - 1910-1920 Agostino Perego - 1920-1923 Camillo Fodera - 1923-1924 Agostino Perego - 1924-1925 Camillo Fodera - 1925-1926 Carletto Colombo - 1926-1930 Camillo Fodera - 1930-1933 Dante Rolla - 1933-1934 Inattiva - 1934-1937 Camillo Fodera - 1937-1945 Dante Rolla - 1945-1947 Giuseppe Humel - 1947-1953 Agostino Perego - 1953-1954 Francesco Campanale - 1954-1955 Mario Mariani - 1955-1956 Filiberto Sempio - 1956-1958 Francesco Campanale - 1958-1962 Samuele Radaelli - 1962-1963 Luigi Colombo - 1963-1966 Luigi Brambilla - 1966-1967 Nardo Vergani - 1967-1969 Alberto Solcia - 1969-1982 Nardo Vergani - 1982-1987 Angelo Mauri - 1987-1988 Angelo Mauri Osvaldo Zanga - 1988-2002 Osvaldo Zanga - 2002-2004 Claudio Mantegazza - 2004-2008 Ercole Ghezzi - 2008-2009 Osvaldo Zanga - 2009-2011 Giacomo Luzzana - 2011-2013 Ercole Ghezzi - 2013-2014 Floriana Mancini - 2014-2015 Gualtiero Colombo Attività a livello giovanile - 2015-2016 Juri Camoni Attività a livello giovanile - 2016-2021 Juri Camoni - 2021-2022 Marco Foglia - 2022- Enrico Ortelli |

## Calciatori

### Capitani
- ... (1908-2009)
- Alessio Dionisi (2009-2012)
- Enrico Bortolotto (2012-2013)
- Stefano Zauri (2013-2014)
- Yuri Cortesi (2016-2018)
- Matteo Galbiati (2018-2019)
- Matteo Marinoni (2019-2020)

## Palmarès

### Competizioni nazionali
- Supercoppa di Lega di Seconda Divisione: 1

2011

### Competizioni interregionali
- Lega Pro Seconda Divisione: 1

2010-2011 (girone A)
- Serie D: 1

2009-2010 (girone B)

### Competizioni regionali
- Eccellenza: 1

2022-2023 (girone B)
- Promozione: 4

1975-1976 (girone B), 1990-1991 (girone C), 2002-2003 (girone D), 2017-2018 (girone E)
- Prima Categoria: 1

2016-2017 (girone E)
- Seconda Divisione: 1

1942-1943
- Seconda Categoria: 1

1966-1967
- Coppa Lombardia: 1

1970-1971

### Competizioni giovanili
- Coppa Allievi Professionisti: 1

2010-2011

## Statistiche e record

### Partecipazione ai campionati
La Tritium ha disputato ad oggi 14 stagioni a livello nazionale: le stagioni professionistiche sono utili ai fini della determinazione della tradizione sportiva cittadina nei termini delle NOIF della FIGC.
| Livello | Categoria                  | Partecipazioni | Debutto   | Ultima stagione | Totale |
| ------- | -------------------------- | -------------- | --------- | --------------- | ------ |
| 3º      | Lega Pro Prima Divisione   | 2              | 2011-2012 | 2012-2013       | 2      |
| 4º      | Lega Pro Seconda Divisione | 1              | 2010-2011 | 2010-2011       | 8      |
| 4º      | Serie D                    | 7              | 1976-1977 | 2023-2024       | 8      |
| 5º      | Serie D                    | 5              | 2005-2006 | 2009-2010       | 5      |

### Partecipazione alle coppe
| Competizione                            | Partecipazioni | Debutto   | Ultima stagione | Totale |
| --------------------------------------- | -------------- | --------- | --------------- | ------ |
| Coppa Italia                            | 3              | 2008-2009 | 2020-2021       | 3      |
| Coppa Italia Lega Pro                   | 3              | 2010-2011 | 2012-2013       | 3      |
| Supercoppa di Lega di Seconda Divisione | 1              | 2011      | 2011            | 1      |
| Coppa Italia Serie D                    | 7              | 2005-2006 | 2021-2022       | 7      |
| Poule Scudetto                          | 1              | 2009-2010 | 2009-2010       | 1      |